# Бенбекьюла
Бенбе́кьюла (англ. Benbecula, гэльск. Beinn na Faoghla) — остров в Шотландии, в архипелаге Внешние Гебридские острова. Площадь — 82,03 км². Население — 1219 человек. Крупнейший населённый пункт — деревня Баливаних, расположенная на северо-западе острова.

## География
Находится в северо-западной части Гебридских островов в Шотландии, в южной части архипелага Внешние Гебриды, между островами Норт-Уист и Саут-Уист, с которыми соединен дамбами.
Остров Бенбекьюла сам окружён небольшими островами и шхерами. С юго-восточной стороны находится необитаемый остров Уиэй, с северной — небольшой населённый остров Флодда.
В целом рельеф острова плоский, лишь в центральной части находится более-менее значительный холм Руэвал высотой 124 м. Множество озёр.

## Население

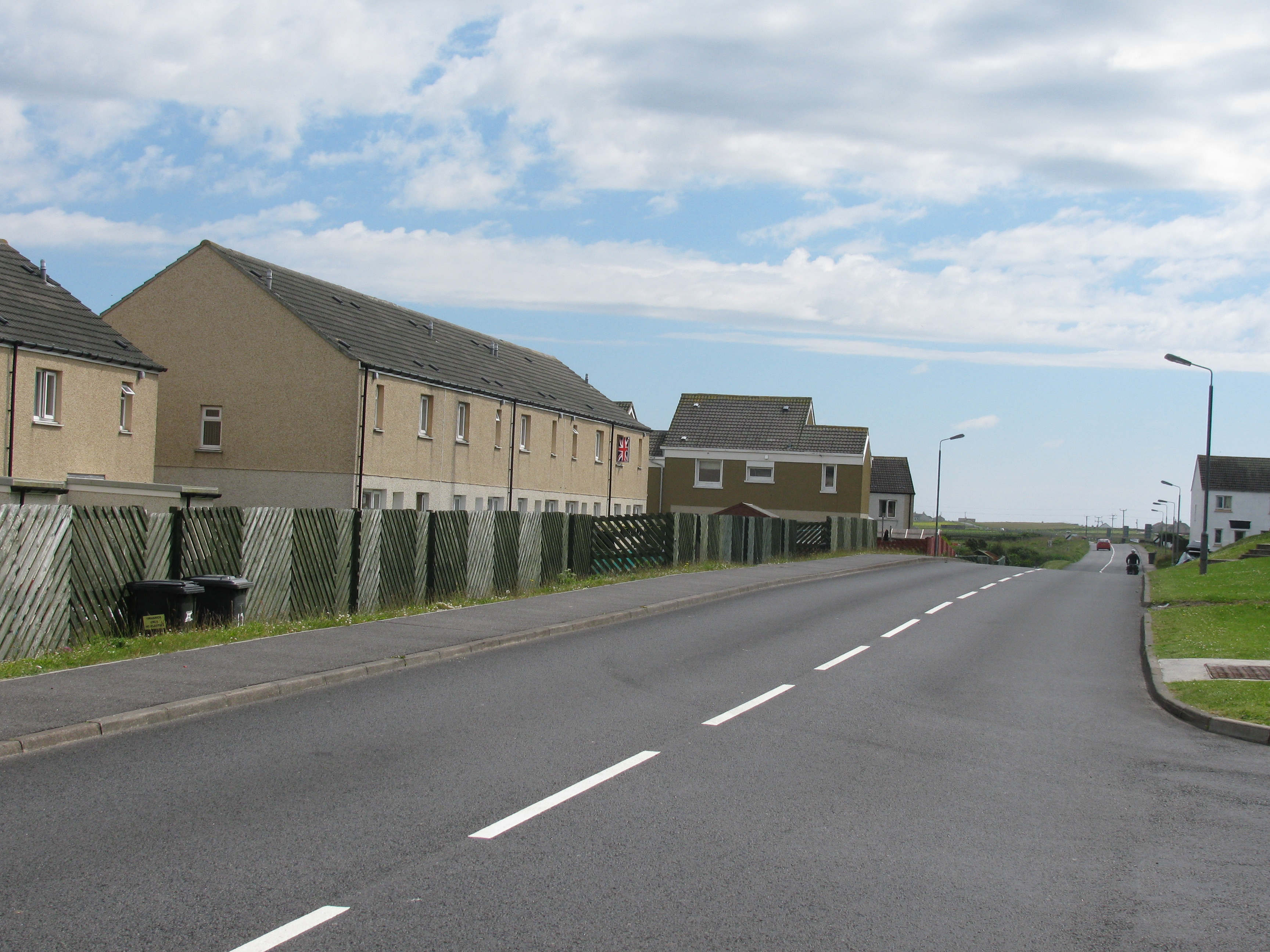
Главная улица деревни Боливанич

Население острова составляет 1219 человек при средней плотности 15 человек на км². Среди населения распространён гэльский язык. Основная религия, как и на всех Внешних Гебридах южнее — католицизм. Хотя уже на Норт-Уисте преобладают кальвинисты.

## Политика и власть
Жители острова при выборах в местный совет округа На-х-Эланан-Шиар входят в избирательный округ «Бенбекьюла и Норт-Уист» (гэльск. Beinn na Faoghla Agus Uibhist A Tuath), в котором избирают трёх из тридцати одного депутатов.
Радарная станция «RRH Benbecula» королевских военно-воздушных сил Великобритании, несмотря на своё название, находится не на острове Бенбекьюла, а в западной части соседнего острова Норт-Уист.

## Культура

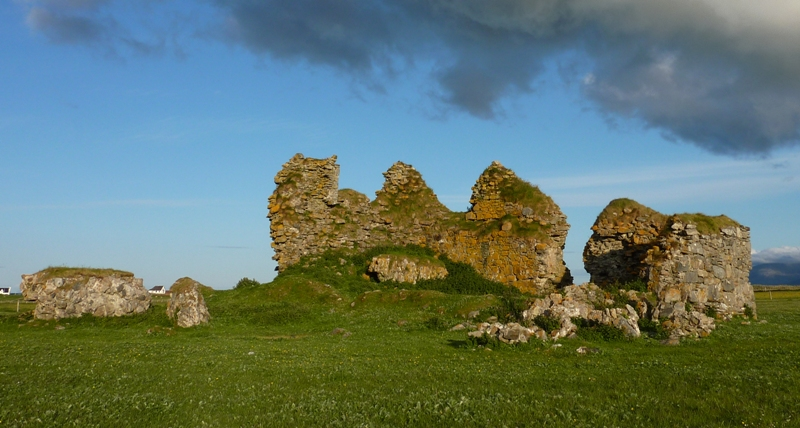
Замок Борв

На острове, в отделении колледжа «Lews Castle» при Университете Хайлендс и Айлендс преподаются трёхмесячные курсы гэльского языка.
В юго-западной части острова находятся руины Замка Борв. Предположительно замок построен Эми Макруари в конце XIV века и был заселён до начала XVIII века.

## Транспорт
На северо-западе острова находится аэропорт Бенбекьюла с регулярными рейсами в Глазго, Инвернесс, Сторноувей и на остров Барра.
Дамбы с автодорогами связывают Бенбекьюлу с соседними островами Норт-Уист и Саут-Уист, делая доступными паромные переправы в деревнях Лохбойсдейл и Лохмадди на другие острова Внешних Гебрид и основную часть Шотландии.